# Mucchiatana
Mucchiatana este o arie protejată (sit de importanță comunitară — SCI) din Franța întinsă pe o suprafață de 265 ha, integral pe uscat.

## Localizare
Centrul sitului Mucchiatana este situat la coordonatele 42°30′17″N 9°31′44″E / 42.50472°N 9.52889°E.

## Înființare
Situl Mucchiatana a fost declarat arie specială de conservare în baza directivei 92/43 din 1992 referitoare la conservarea habitatelor naturale și a faunei și florei sălbatice pentru a proteja 5 specii de animale.

## Biodiversitate
Situată în ecoregiunea mediteraneană, aria protejată conține 13 habitate naturale: Dune cu vegetație ierboasă Malcolmietalia, Dune cu tufărișuri sclerofile Cisto-Lavenduletalia, Vegetație anuală la limita mareei, Dune de coastă cu Juniperus spp., Liziere de ierburi înalte hidrofile de câmpie și de nivel montan până la alpin, Dune mobile de-a lungul țărmului cu Ammophila arenaria („dune albe”), Galerii și tufărișuri riverane sudice (Nerio-Tamaricetea și Securinegion tinctoriae), Dune de pe litoral fixate cu Crucianellion maritimae, Galerii de Salix alba și de Populus alba, Lagune de coastă, Pășuni mediteraneene udate de apa mării (Juncetalia maritimi), Tufărișuri halofile mediteraneene și termo-atlantice (Sarcocornetea fruticosi), Dune mobile cu vegetație embrionară.
La baza desemnării sitului se află mai multe specii protejate:
- nevertebrate (2): croitorul mare al stejarului (Cerambyx cerdo), Papilio hospiton
- pești (1): Alosa fallax
- reptile (2): țestoasa de baltă (Emys orbicularis), țestoasă bănățeană (Testudo hermanni)

Pe lângă speciile protejate, pe teritoriul sitului au mai fost identificate 14 specii de plante.